# Centrallyrik
Centrallyrik är sådan lyrik som är ett koncentrerat uttryck för författarens tankar och känslor, snarare än har ett berättande eller resonerande innehåll. Ett exempel är Sapfos dikter, men centrallyriken finns representerad i alla tidsåldrar. Mer moderna exempel är Johan Ludvig Runebergs ”Den enda stunden”, Verner von Heidenstams ”Ensamhetens tankar”, Erik Gustaf Geijers ”Natthimmelen”, Vilhelm Ekelunds ”Livets korthet”, Gustaf Frödings ”Världens gång”, Edith Södergrans ”Dagen svalnar” och Karin Boyes ”Morgon”.